# Wcześniejsze Shu
Państwo Wcześniejsze Shu (chiń. 前蜀; pinyin Qiánshǔ), które samo siebie zwało Da Shu (chiń. 大蜀; pinyin Dàshǔ, czyli "Wielkie Shu") – krótkotrwałe państwo w zachodnich Chinach, jedno z Dziesięciu Królestw.
Założyciel, Wang Jian, w 891 został mianowany przez dwór tangowski gubernatorem wojskowym Syczuanu. Po upadku dynastii Tang w 907 roku, obwołał się cesarzem, ustanawiając swoją stolicę w Chengdu. Jego państwo zajmowało większość współczesnego Syczuanu, i fragmenty Gansu, Shaanxi i Hubei. Wcześniejsze Shu nie wytrzymało zmiany władcy – drugi jego cesarz był niekompetentny i szybko poddał się inwazji wojsk Późniejszej dynastii Tang.

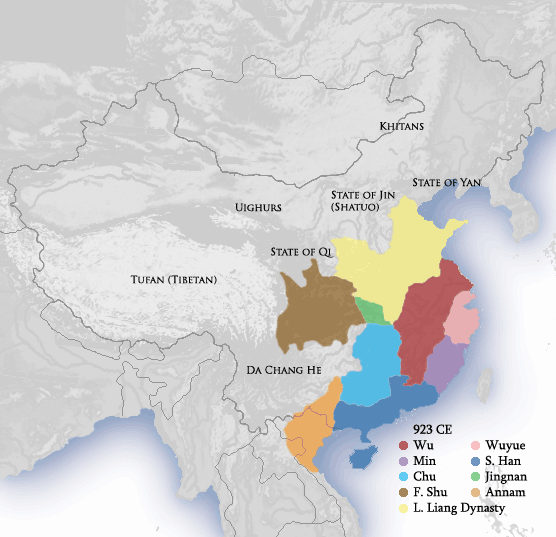
Chiny w 923 r.; Wcześniejsze Shu zaznaczone na brązowo

| Imię świątynne       | Nazwisko i imię | Okres panowania | Nazwa i daty ery panowania |
| -------------------- | --------------- | --------------- | --- |
| Gaozu (高祖 Gāozǔ)   | 王建 Wáng Jìan  | 907-918         | Tianfu (天復 Tiānfù) 907 Wucheng (武成 Wǔchéng) 908-910 Yongping (永平 Yǒngpíng) 911-915 Tongzheng (通正 Tōngzhēng) 916 Tianhan (天漢 Tiānhàn) 917 Guangtian (光天 Quāngtiān) 918 |
| Houzhu (後主 Hòuzhǔ) | 王衍 Wáng Yǎn   | 918-925         | Qiande (乾德 Qiándé) 918-925 Xiankang (咸康 Xiánkāng) 925 |